# Томас Келлер
Томас Леон Келлер (нім. Thomas Leon Keller, нар. 5 серпня 1999, Мюнхен, Німеччина) — німецький футболіст, центральний захисник клубу «Гайденгайм».

## Ігрова кар'єра

### Клубна
Томас Келлер є вихованцем футбольних клубів «Унтергахінг» та «Інгольштадт 04». У складі другої команди «Інгольштадта» Келлер починав свої виступи в Регіональній лізі в сезоні 2018/19. Перед сезоном 2019/20 Келлер підписав з клубом професійний контракт і дебютував в основі в Лізі 3.
Перед сезоном 2022/23 Томас Келлер як вільний агент перейшов до клубу Другої Бундесліги «Гайденгайм». З яким у першому ж сезоні виграв турнір Другої Бундесліги. 17 вересня 2023 року в матчі проти бременського «Вердера» Томас Келлер дебютував у Першій Бундеслізі.

### Збірна
У 2019 році Томас Келлер провів чотири гри у складі юнацької збірної Німеччини (U-19).

## Досягнення
Гайденгайм
- Переможець Другої Бундесліги: 2022/23